# پابلیش اور پریش (نرم‌افزار)
پابلیش اور پریش هارزینگ (به انگلیسی: Harzing's Publish or Perish) یک برنامه نرم‌افزاری تحلیل استنادی است که داده‌های خام را از گوگل اسکالر می‌گیرد و امکان انجام تحلیل‌های لازم دربارهٔ عملکردهای پژوهشی اشخاص را به منظور تعیین پرنفوذترین و مؤثرترین آن‌ها فراهم می‌کند.

برخی از مهم‌ترین نتایجی که می‌توان با استفاده از قابلیت‌های این نرم‌افزار دربازهٔ عملکرد پژوهشی یک پژوهشگر به دست آورد، عبارت اند از موارد زیر:
- تعیین مجموع تعداد مقاله‌ها
- تعیین تعداد متوسط استناد به ازای هر مقاله
- تعیین تعداد متوسط استناد به ازای هر نویسنده
- تعیین تعداد متوسط مقاله به ازای هر نویسنده
- تعیین تعداد متوسط استناد به ازای هر سال
- تحلیل تعداد نویسندگان به ازای هرمقاله
- تحلیل شاخص هرش و پارامترهای مرتبط با آن
- تعیین شاخص جی
- تعیین شاخص اچ معاصر

با این حال، باید توجه داشت که نرم‌افزار "پابلیش ارپریش" خود یک نمایه استنادی محسوب نمی‌شود، زیرا چنان که اشاره شد داده‌های خام مورد نیاز را از گوگل اسکالر می‌گیرد و امکان تجزیه و تحلیل‌های بیشتر آن را فراهم می‌کند؛ بنابراین باید آن را یک نرم افزار تحلیل استنادی دانست که می‌تواند استفاده از اطلاعات نمایه سازی شدهٔ گوگل اسکالر را در مطالعات کتاب سنجی و علم سنجی از رواج و سهمی بیشتر بهره‌مند سازد.